# Пораке гаїтянський
Пора́ке гаїтянський (Siphonorhis brewsteri) — вид дрімлюгоподібних птахів родини дрімлюгових (Caprimulgidae). Мешкає на Карибах. Вид названий на честь американського орнітолога Вільяма Брюстера.

## Опис
Довжина птаха становить 17-21,5 см. Верхня частина тіла сірувато-коричнева, поцяткована чорними смужками, на крилах білі плямки. На задній частині шиї широкий охристий "комір". Груди темно-коричневі, поцятковані білими плямками, живіт білий, поцяткований коричневими смужками. Стернові пера (за винятком центральних) у самців на кінці білі, у самиць охристі. Представники підвиду S. b. gonavensis мають дещо менші розміри і блідіше забарвлення, ніж представники номінативного підвиду.

## Підвиди
Виділяють два підвиди:
- S. b. brewsteri (Chapman, 1917) — острів Гаїті;
- S. b. gonavensis Garrido, 2003 — острів Гонав.

## Поширення і екологія
Гаїтянські пораке мешкають в Домініканській Республіці і Гаїті. Вони живуть в сухих чагарникових заростях та в сухих широколистяних, соснових і мішаних сухих тропічних лісах. Зустрічаються на висоті до 900 м над рівнем моря. Ведуть присмерковий і нічний спосіб життя. Живляться комахами, яких ловлять в польоті. Сезон розмноження триває з квітня по червень. Відкладають яйця просто на голу землю. В кладці 2 яйця.

## Збереження
МСОП класифікує стан збереження цього виду як близький до загрозливого. За оцінками дослідників, популяція гаїтянських пораке становить від 6 до 15 тисяч птахів. Їм загрожує знищення природного середовища і хижацтво з боку інтродукованих мангустів і щурів.